# 까나리과
까나리과(Ammodytidae)는 통구멍목에 속하는 조기어류과의 하나이다. 배지느러니가 없으며, 북태평양과 북대서양을 포함한 전세계 바다에서 발견된다. 까나리(Ammodytes personatus) 등을 포함하고 있다.

## 하위 속
- 까나리속 (Ammodytes) - 까나리
- Ammodytoides
- Bleekeria
- Gymnammodytes
- Hyperoplus
- Lepidammodytes
- Protammodytes

## 사진

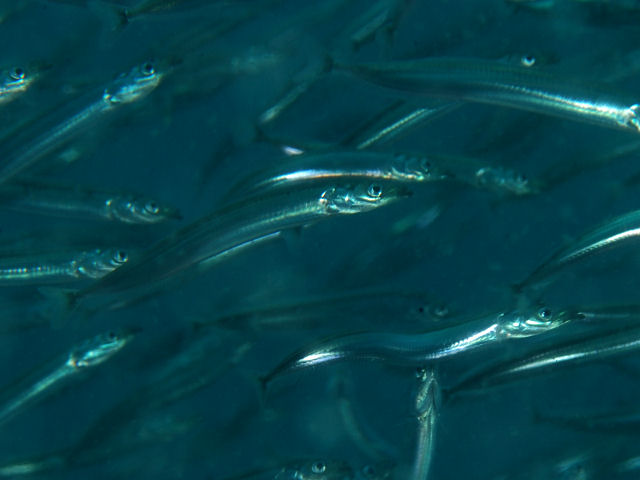
까나리

## 참고 자료
- “Independent and conjugate eye movements during optokinesis in teleost fish”. 《biologists.org》. 2013년 1월 12일에 원본 문서에서 보존된 문서. 2008년 10월 5일에 확인함.
- Sepkoski, Jack (2002). “A compendium of fossil marine animal genera”. 《Bulletins of American Paleontology》 364: 560. 2011년 7월 23일에 원본 문서에서 보존된 문서. 2011년 5월 19일에 확인함.